# Migliaccio editori
I Migliaccio furono una famiglia di editori italiani attiva nel sud Italia. Iniziarono l'attività nel XVIII secolo con Aniello Migliaccio (speziale in Mugnano di Napoli), che per impiegare un suo patrimonio acquisito, si associò al congiunto Niccolò Migliaccio nell'impresa di stampatore in Napoli.
Si susseguirono alcune generazioni di stampatori/editori che continuarono a operare nel Regno nel XVIII e XIX secolo. Nel corso dei due secoli furono, da questi editori, dati alle stampe circa 1.500 titoli, tra Napoli, Cosenza e Salerno. L'attività fu svolta non solo nel regno di Napoli dei Borboni, ma anche nel decennio Napoleonico con Giuseppe Bonaparte e Gioacchino Murat. Nei primi dell'Ottocento a Cosenza si distinse Francesco, e con Davide i Migliaccio continueranno poi a stampare in questa città fino al 1883.
L'attività ebbe termine in Salerno nel 1888, con Raffaello Migliaccio, ultimo editore della famiglia.
La Premiata stamperia di Raffaello Migliaccio in Salerno fu editrice anche del giornale il Picentino e stamperia degli atti della Prefettura del Principato Citra (Salerno). Tra le edizioni più rilevanti dei Migliaccio di Salerno, la prima raccolta dei versi di Aleardo Aleardi (Poesie varie, precedute da alcuni pensieri per N. Nicodemi, Salerno, Migliaccio, 1860) e la prima traduzione italiana della Logica di Kant (Logica di Emmanuele Kant, recata dall'originale tedesco in italiano dal prof. Alfonso Maria De Carlo, Salerno, Stab. Tip. Migliaccio, 1874) .